# Aushängebogen
In der Frühzeit des Druckens wurden druckfertige Bogen vor Beginn des Auflagendrucks im Freien vor der Druckerei aufgehängt. Dazu wurden die ersten Bogen noch im Druck aus der Maschine entnommen. Interessierte untersuchten diese Bogen und bekamen beim Finden eines Fehlers eine Prämie.
Des Weiteren wurden Aushängebogen zu Werbezwecken an den Verkaufsständen der Buchführer aufgehängt.
Heute sind Aushängebogen gedruckte, gefalzte und geschnittene Bogen, die der Endkontrolle dienen, bevor das Buch gebunden wird.